# Kościół św. Ducha w Wieluniu
Kościół Świętego Ducha – kościół, który znajdował się w Wieluniu za murami miejskimi, na Kaliskim Przedmieściu (obecna ulica Kaliska). Rozebrany na początku wieku XIX.

## Historia
Pierwsze wzmianki o świątyni pochodzą z 1454 roku. Był kościołem szpitalnym, przy którym funkcjonował cmentarz grzebalny. Od połowy XVIII wieku popadał w ruinę i został rozebrany na początku wieku XIX. W miejscu, gdzie stał kościół, wybudowano kamienice.